# Panopsis sulcata
Panopsis sulcata är en tvåhjärtbladig växtart som beskrevs av K.S. Edwards. Panopsis sulcata ingår i släktet Panopsis och familjen Proteaceae. Inga underarter finns listade i Catalogue of Life.